# 耶律賽哥
耶律賽哥（?—?），为契丹（遼朝）皇族，辽圣宗耶律隆绪第十三女，母親李氏。
耶律賽哥被封为金乡郡主，进封金乡公主。统和十九年（1001年），下嫁萧图玉。开泰六年（1017年）二月甲戌，公主赛哥杀无罪婢，驸马萧图玉不能齐家，降公主为县主，削萧图玉同平章事。后来公主在贬所去世。

## 传記資料
- 《遼史》公主表